# مارتا رتسوالی
مارتا رتسوالی (ایتالیایی: Marta Rezoagli؛ زادهٔ ۸ نوامبر ۱۹۷۳) بازیکن بسکتبال اهل ایتالیا بود. وی در بازی‌های المپیک تابستانی ۱۹۹۶ شرکت کرده‌است.